# 八幡西区

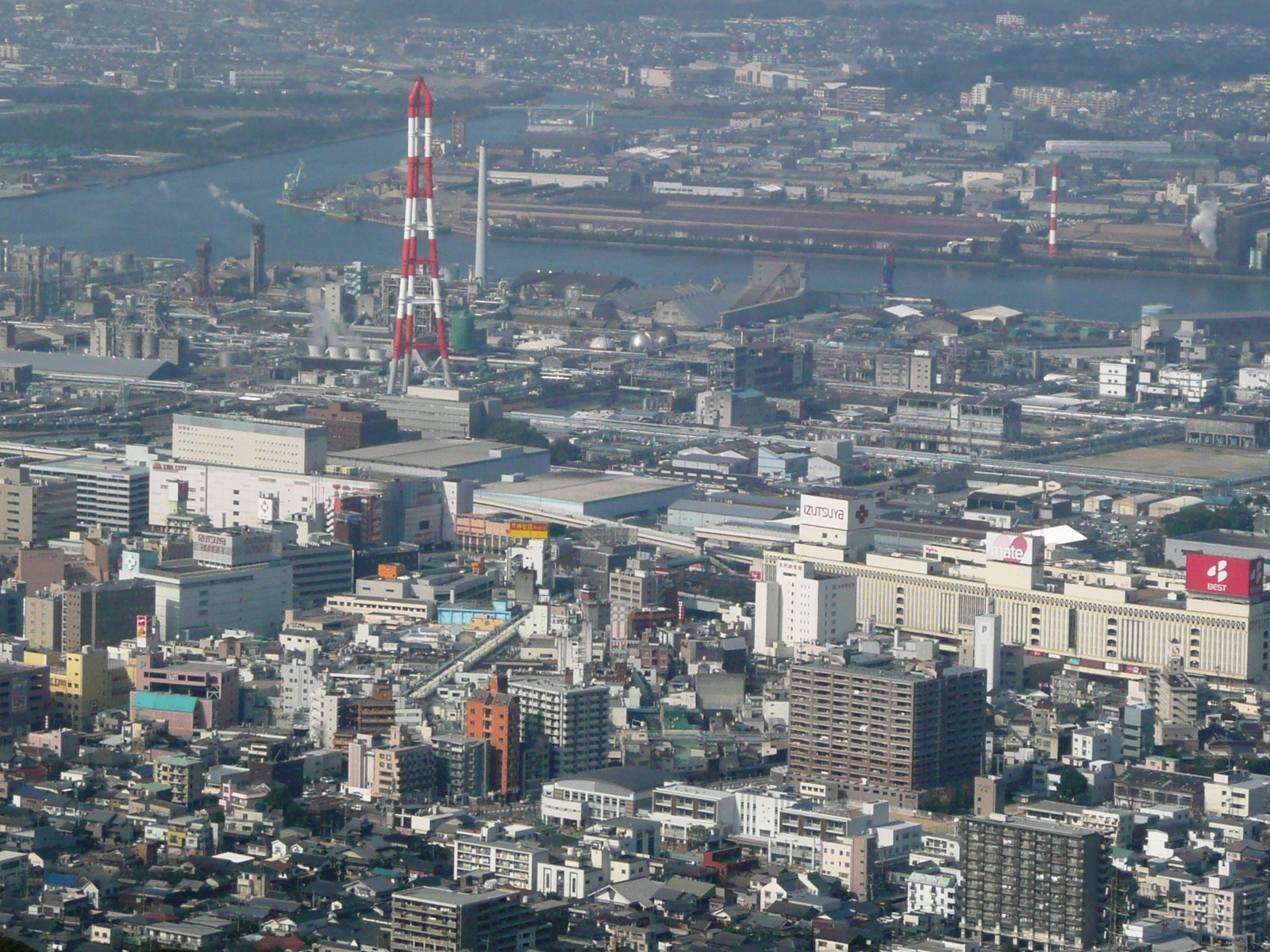
花尾山から見た黒崎駅周辺

八幡西区（やはたにしく）は、北九州市を構成する7区の行政区の一つである。

## 概要・地理
北九州市の行政区のうちで最も人口が多く、市の全人口の4分の1以上を占める。八幡東区とともに概ね旧八幡市に相当する。黒崎駅の南側周辺は北九州市西部の中心市街地、洞海湾沿岸部は北九州工業地帯の一部をなすが、市域西部から南部には郊外住宅地が広がる。
北九州市の副都心である黒崎には、大型商店、商店街などの商業施設、区役所、公的機関、図書館などの公的・公共施設が集積しているが、郊外に大型商業施設が進出したことなどの影響を受け百貨店は閉店するなど、商業地としての機能は低下している。また、交通の結節点としてJR九州と筑豊電気鉄道の黒崎駅や、西鉄黒崎バスセンターが集積している。
西部の折尾地区には大学、短期大学、高等学校等が多数存在しており、この地域は県内でも「学生の街」として有名である。また北九州学術研究都市は区境を接する若松区ひびきのにあるが、折尾駅からのアクセスが容易である。
永犬丸・沖田、上津役地区では、瀬板の森公園や金山川などの身近な自然とともに、住宅地の整備が進んでいる。八幡南地区は、藤の名所・吉祥寺やほたるの見所・黒川、畑貯水池など豊かな自然に恵まれている。木屋瀬地区は、宿場町として栄えた古い町並みが残され、歴史を活かしたまちづくりが進んでいる。
人口規模や面積などから、かつて分区について行政レベルでも検討されたことがあった。

## 歴史
ここでは、現在の八幡西区の領域に関係する地域の歴史のみ記載する。その他については北九州市、八幡市 (福岡県)の項も参照。

### 行政区画の変遷
- 1889年（明治22年）4月1日 - 市町村制施行に伴う明治の大合併により以下の各村が誕生。なおこの時、現在の浅川地区は、浅川・払川・蜑住・有毛・乙丸・大鳥居・高須・小敷・塩屋の9村合併で遠賀郡江川村の一部となり、1908年（明治41年）には江川村が島郷村に併合された。

| 村名                              | 当時の人口 | 合併対象 | 現在の行政区域     |
| --------------------------------- | ---------- | --- | ------------------ |
| 遠賀郡黒崎村 （くろさきむら）     | 3,886人    | 鳴水村（なるみずむら）・熊手村（くまでむら）・ 藤田村（ふじたむら）・前田村（まえだむら）                                                                     | 区役所本庁         |
| 遠賀郡洞南村 （くきなみむら）     | 3,386人    | 折尾村（おりおむら）・本城村（ほんじょうむら）・陣原村（じんのはるむら）・ 則松村（のりまつむら）・永犬丸村（えいのまるむら）                                 | 本庁、折尾出張所   |
| 遠賀郡上津役村 （こうじゃくむら） | 2,631人    | 小嶺村（こみねむら）・上上津役村（かみこうじゃくむら）・下上津役村（しもこうじゃくむら）・ 引野村（ひきのむら）・市瀬村（いちのせむら）・穴生村（あのうむら） | 本庁、上津役出張所 |
| 遠賀郡香月村 （かつきむら）       | 3,875人    | 楠橋村（くすばしむら）・香月村・馬場山村（ばばやまむら）・畑村（はたむら）                                                                                    | 八幡南出張所       |
| 鞍手郡木屋瀬村 （こやのせむら）   | 3,239人    | 木屋瀬村・野面村（のぶむら）・笹田村（ささだむら）・金剛村（こんごうむら）                                                                                    | 八幡南出張所       |
- 1897年（明治30年）4月23日 - 遠賀郡黒崎村、町に昇格し黒崎町（くろさきまち）となる
- 1898年（明治31年）9月2日 - 鞍手郡木屋瀬村、町に昇格し木屋瀬町（こやのせまち）となる
- 1904年（明治37年）7月1日 - 遠賀郡洞南村、折尾村（おりおむら）に改称
- 1918年（大正7年）12月3日 - 遠賀郡折尾村、町に昇格し折尾町（おりおまち）となる
- 1926年（大正15年）11月2日 - 遠賀郡黒崎町、八幡市に編入される
- 1931年（昭和6年）
  - 4月1日 - 遠賀郡香月村、町に昇格し香月町（かつきまち）となる
  - 8月1日 - 遠賀郡島郷村、若松市に編入される
- 1937年（昭和12年）5月5日 - 遠賀郡上津役村、八幡市に編入される
- 1944年（昭和19年）12月8日 - 遠賀郡折尾町、八幡市に編入される
- 1955年（昭和30年）4月1日 - 遠賀郡香月町と鞍手郡木屋瀬町、八幡市に編入される。木屋瀬町は、隣の植木町と異なり、直方市への合流を選択しなかった
- 1963年（昭和38年）2月10日 - 5市合併により北九州市発足。旧八幡市部分は八幡区、旧若松市は若松区になった。但し、政令指定都市となったのは同年4月1日であり、それまで区名は町名・大字の一部（接頭句）扱いであった。
- 1974年（昭和49年）4月1日 - 北九州市の行政区再編の一環として、八幡区が桃園公園西側の道路を境に分区され、八幡西区と八幡東区が誕生、区役所となる総合庁舎使用開始。同時に若松区から浅川および小敷の一部を移管、現在の区域が確定[広報 2]。

### 産業・交通
- 江戸時代 - 参勤交代に伴う長崎街道の整備により、黒崎、木屋瀬が宿場町として賑う
- 1762年（宝暦11年） - 堀川運河開通。翌年から川ひらたの運航開始
- 1891年（明治24年）2月28日 - 九州鉄道、黒崎—遠賀川間の鉄道路線を開通。黒崎、折尾両駅開業（当時の折尾駅は現在より数百メートル東）
  - 4月 - 九州鉄道、門司駅（現門司港駅）まで路線延伸
  - 8月 - 筑豊興業鉄道（のち筑豊鉄道に改称）、若松—直方間の鉄道路線を開通。現在地に九州鉄道と別の折尾駅を開業
- 1895年（明治28年）11月 - 九州鉄道、折尾駅を筑豊鉄道の駅に移転。共同設置としたことに伴い、折尾駅に日本初の鉄道立体交差が設置される
- 1908年（明治41年） - 帝国鉄道香月線貨物営業開始。3年後から旅客営業開始
- 1911年（明治44年）7月 - 九州電気軌道（後の西鉄北九州線）黒崎駅前—大蔵川間開業
- 1914年（大正3年）6月 - 九州電気軌道 折尾—黒崎駅前間開業
- 1915年（大正4年） - 安川電機製作所（当時は合資会社）が操業開始
- 1916年（大正5年）11月 - 国鉄折尾駅現駅舎開業
- 1935年（昭和10年） - 三菱化成（現三菱ケミカル）黒崎工場が操業開始
- 1956年（昭和31年） - 筑豊電気鉄道線開業
- 1959年（昭和34年）11月 - 井筒屋八幡支店（後の黒崎店）、黒崎駅近くに開業
- 1977年（昭和52年）7月1日 - 北九州ハイツ開業
- 1978年（昭和53年）12月 - 国道199号本城バイパス開通
- 1979年（昭和54年）
  - 3月 - 北九州道路、北九州直方道路（現在の都市高速4号線）開通
  - 10月6日 - 黒崎駅東地区再開発により、黒崎そごうを核店舗とする商業ビル「メイト」開業
- 1981年（昭和56年）5月1日 - 本城バイパス沿いに、折尾地区初の大型小売店サンリブ折尾開業
- 1984年（昭和59年）9月 - 折尾駅前再開発事業の一環として、丸和を核店舗とする商業ビル「オリオンプラザ」開業
- 1985年（昭和60年）3月31日 - 国鉄香月線廃止。香月駅跡地にはその後西鉄バス香月営業所開業
- 1987年（昭和62年） - 折尾中央市場と、隣接する西鉄折尾バスセンターが火災炎上。折尾BCはその後修復されず、駅乗り入れなどに方針を変更した
- 1988年（昭和63年）3月 - 折尾駅、鹿児島本線—筑豊本線短絡線上にホーム設置、鷹見口開業
- 1989年（平成元年）
  - 4月 - 翌年開催される第45回国民体育大会（とびうめ国体）に伴い、大字本城（現御開4丁目）に北九州市立本城陸上競技場開業
  - 4月29日 - 曲里地区の三菱化成黒崎（現三菱ケミカル）社宅跡地再開発により、北九州プリンスホテルおよび付属施設開業
  - 11月 - 黒崎駅前ペデストリアンデッキ完成
- 1992年（平成4年）
  - 10月25日 - 西鉄北九州線黒崎以東路線廃止
  - 11月 - 路面電車代替バス運行に伴い西黒崎バスターミナル供用開始
- 2000年（平成12年）
  - 11月21日 - JR陣原駅開業
  - 11月26日 - 西鉄北九州線、筑豊電鉄との重複区間を残し全線廃止
  - 12月25日 - 黒崎そごう、親会社の経営不振の影響で閉店
- 2001年（平成13年）
  - 10月 - 井筒屋黒崎店、黒崎そごう跡地に移転
  - 11月 - 黒崎駅西地区再開発によりコムシティ開業
- 2002年（平成14年）
  - 3月 - 西鉄黒崎バスセンターがコムシティ1階に移転
  - 3月 - 黒崎井筒屋アネックス1、井筒屋黒崎店旧店舗に開業
- 2003年（平成15年）
  - 3月15日 - JR本城駅開業。
  - 3月 - 区内で最後となる全国選抜高等学校テニス大会開催。会場は翌年から福岡市に移る
  - 6月 - コムシティを運営する第三セクターが自己破産、商業部分が順次閉鎖
- 2004年（平成16年）5月1日 - 九州厚生年金病院が移転開業
- 2007年（平成19年）2月 - プリンスホテル、事業譲渡により北九州プリンスホテルの運営より撤退。ホテル施設はそのままホテルクラウンパレス北九州となる
- 2008年（平成20年）10月 - 国道3号黒崎バイパスが部分供用開始
- 2012年（平成24年）10月6日 - 折尾駅周辺連続立体交差事業の影響で、1916年以来使用されてきたJR折尾駅旧駅舎がこの日一杯で営業終了、その後解体
- 2014年(平成26年) 9月-イオンタウン黒崎が開店
- 2015年（平成25年）6月1日 - 黒崎駅北側にある安川電機本社敷地に「ロボット村」がオープン[広報 3]
- 2020年（令和2年）8月17日 - メイト黒崎が経営破綻、入居していた井筒屋黒崎店が閉店。区内から百貨店が姿を消す[2]
- 2022年（令和4年）3月12日 - 折尾駅周辺の連続立体交差化事業が完成[3]

### 学術・官公庁
- 1902年（明治35年） - 1898年（明治31年）に県内初の県立旧制中学校として開校した福岡県立東筑中学校が折尾に正式移転
- 1906年（明治39年）8月 - 折尾警察分署、若松警察署の分署として設置
- 1909年（明治42年） - 折尾警察分署が折尾警察署に昇格
- 1938年（昭和13年） - 折尾警察署移転
- 1947年（昭和22年） - 折尾簡易裁判所設置
- 1948年（昭和23年） - 旧折尾警察署が国家地方警察福岡県本部遠賀地区警察署となる
- 1954年（昭和29年） - 警察再編で旧遠賀地区警察署が福岡県警察折尾警察署となる
- 1960年（昭和35年） - 九州女子短期大学開学
- 1962年（昭和37年） - 九州女子大学開学
- 1965年（昭和40年） - 九州共立大学開学
- 1978年（昭和53年）4月 - 北九州市としても初の医学部のある大学となる産業医科大学開学
- 1986年（昭和61年） - 八幡警察署から八幡西区東部の管轄を割譲し、八幡西警察署開設。八幡警察署は八幡東警察署に改称
- 1997年（平成9年）3月31日 - 折尾警察署、折尾駅近くの旧庁舎から現庁舎に移転
- 1998年（平成10年）6月1日 - 八幡西区役所折尾出張所と八幡西消防署折尾分署、旧庁舎から現在地に移転
- 2012年（平成24年）7月1日 - 黒崎ひびしんホール、八幡西図書館が、旧九州厚生年金病院跡地に開設
- 2013年（平成25年）5月7日 - 八幡西区役所が筒井町15番1号から黒崎三丁目15番3号のコムシティ内4階〜6階に移転。同時に西部市税事務所、保健所西部生活衛生課、西部整備事務所、第2夜間・休日急患センターも同ビル内に移転[広報 4]
- 2014年（平成26年）4月1日 - コムシティ内に、黒崎優良運転者免許更新センター（黒崎ゴールド免許センター）開業

### 人口の変遷
- 1975年　227,872
- 1980年　248,069
- 1985年　251,985
- 1990年　253,018
- 1995年　256,176
- 2000年　260,452
- 2005年　260,070
- 2010年　257,097
- 2015年　256,117

## 区役所・出張所・町名

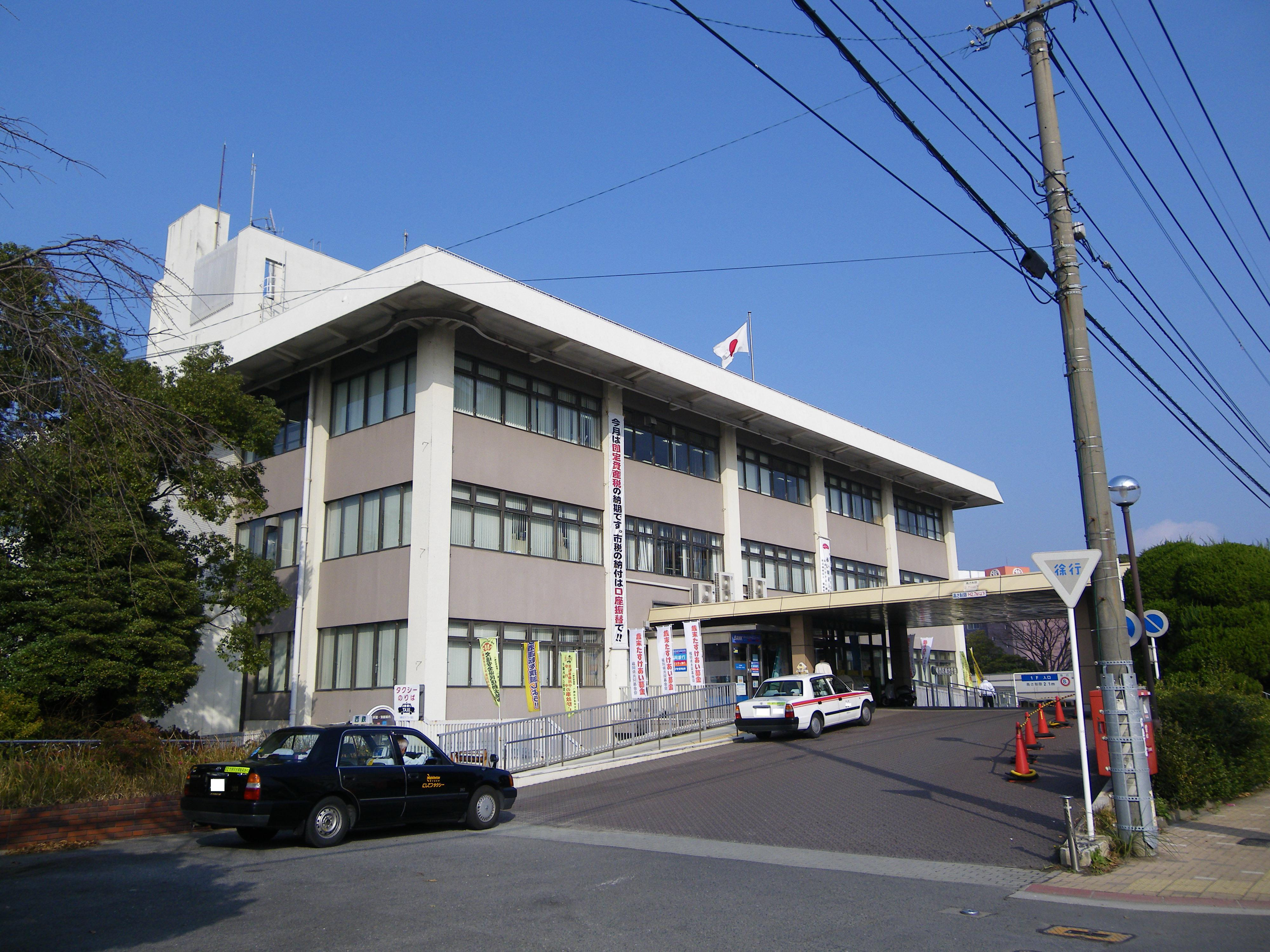
2013年5月7日移転前の八幡西区役所

出張所は旧八幡市が併合した町村の役場を引き継いだものであるが、市政改革により再編されている。
| 出張所名     | 〒                    | 所在地                                                           |
| ------------ | --------------------- | ---------------------------------------------------------------- |
| （本庁）     | 806-8510 （専用番号） | 黒崎三丁目15番3号コムシティ4階〜6階 （専用番号を書けば記入不要） |
| 折尾出張所   | 807-0824              | 光明一丁目9番22号                                                |
| 上津役出張所 | 806-0075              | 下上津役四丁目8番1号                                             |
| 八幡南出張所 | 807-1134              | 茶屋の原一丁目6番1号                                             |

### 過去に行われた出張所の再編
- 黒崎出張所（旧黒崎町役場）→本庁へ統合
- 香月出張所（旧香月町役場）・木屋瀬出張所（旧木屋瀬町役場）→両者を廃止・統合して「八幡南出張所」設置

### 町名（五十音順）
| 区役所管轄（黒崎地区）、上津役出張所管轄 - 相生町 - 青山 - 穴生 - 市瀬 - 上の原 - 永犬丸（大字の一部および2〜5丁目） - 永犬丸西町 - 永犬丸東町 - 永犬丸南町 - 大畑町 - 大平 - 大平台 - 岡田町 - 沖田 - 春日台 - 上上津役 - 岸の浦 - 京良城町 - 洞南町 - 熊手 - 熊西 - 黒崎 - 黒崎城石 - 皇后崎町 - 河桃町 - 紅梅 - 小鷺田町 - 小嶺 - 小嶺台 - 幸神 - 桜ケ丘町 | - さつき台 - 里中 - 三ケ森 - 下上津役 - 下上津役元町 - 陣山 - 菅原町 - 清納 - 鷹の巣 - 鷹見台 - 竹末 - 田町 - 茶売町 - 築地町 - 筒井町 - 鉄王 - 鉄竜 - 塔野 - 中の原 - 鳴水 - 鳴水町 - 西王子町 - 西川頭町 - 西神原町 - 西鳴水 - 西曲里町 - 萩原 - 東王子町 - 東川頭町 - 東神原町 - 東鳴水 - 東浜町 - 東曲里町 - 引野 - 樋口町 | - 平尾町 - 藤田 - 舟町 - 別所町 - 別当町 - 北筑 - 町上津役西 - 町上津役東 - 的場町 - 南王子町 - 南八千代町 - 美原町 - 元城町 - 森下町 - 屋敷 - 八千代町 - 八枝 - 山寺町 - 養福寺町 - 若葉 - 割子川 折尾出張所管轄（折尾地区） - 浅川 - 浅川学園台 - 浅川台 - 浅川日の峯 - 浅川町 - 泉ケ浦 - 医生ケ丘 - 永犬丸（大字の一部および1丁目） - 大浦 - 御開 - 折尾 | - 北鷹見町 - 貴船台 - 楠木 - 光明 - 自由ケ丘 - 松寿山 - 陣原 - 瀬板 - 星和町 - 大膳 - 千代ケ崎 - 東筑 - 洞北町 - 友田 - 長崎町 - 中須 - 西折尾町 - 則松 - 則松東 - 東折尾町 - 日吉台 - 藤原 - 堀川町 - 本城 - 本城学研台 - 本城東 - 丸尾町 - 三ツ頭 - 光貞台 - 南鷹見町 - 美吉野町 - 夕原町 - 力丸町 八幡南出張所管轄 - 池田 | - 石坂 - 岩崎 - 香月 - 香月中央 - 香月西 - 上香月 - 吉祥寺町 - 楠北 - 楠橋 - 楠橋上方 - 楠橋下方 - 楠橋西 - 楠橋東 - 楠橋南 - 木屋瀬 - 金剛 - 笹田 - 下畑町 - 白岩町 - 高江 - 茶屋の原 - 千代 - 野面 - 畑 - 馬場山 - 馬場山西 - 馬場山原 - 馬場山東 - 馬場山緑 - 東石坂町 - 船越 - 星ケ丘 - 真名子 - 椋枝 |

## 名所・観光スポット・祭り

### 史跡・寺社
- 黒崎地区
  - 曲里の松並木︰市指定史跡。長崎街道沿いに植えられた松並木の名残り。
  - 岡田宮︰黒崎祇園山笠が奉納される神社。江戸時代に現在地に移り黒崎の産土神に。
  - 春日神社 ︰黒崎祇園山笠が奉納される神社。絹本著色黒田二十四騎画像（市指定有形文化財）が奉納されている。
- 折尾地区
  - ひらた船︰県指定有形民俗文化財。江戸時代末から大正にかけて活躍した川船。県立折尾高等学校内。
- 香月・楠橋・小嶺地区
  - 吉祥寺 ︰鎌倉時代に建立。本尊の阿弥陀如来像は市文化財に指定。樹齢約160年の野田藤は市の保存樹に指定。
  - 寿命の唐戸 ︰市指定有形文化財。江戸時代の治水施設。
  - 立場茶屋銀杏屋︰県有形文化財及び市指定史跡。 旧長崎街道の黒崎宿と木屋瀬宿の間の休憩所[4]。
- 木屋瀬地区（長崎街道 木屋瀬宿）
  - 市立長崎街道木屋瀬宿記念館 ︰長崎街道の宿場町として栄えた木屋瀬宿の歴史を紹介。
  - 旧高崎家住宅 ︰市指定有形文化財。 江戸時代後期に建てられた商家で、劇作家伊馬春部の生家でもある。
  - 船庄屋跡
  - 問屋場跡

### 自然・公園
- 城山緑地（黒崎城址） ︰3月下旬から4月上旬にかけて桜が見頃を迎える。
- 金山川の桜とチューリップ -︰4月上旬から中旬にかけて桜とチューリップが見頃を迎える。
- 瀬板の森公園︰約4.4kmの遊歩道が整備され、散策や森林浴、四季折々の草花や野鳥観察を楽しめる。
- 香月市民の森︰遊歩道や桜広場などが整備されている。
- 畑貯水池︰ジョギングコースが整備され、散歩や森林浴を楽しめる。
- 本城温泉 おとぎの杜︰アルカリ性単純温泉の天然温泉施設。

### 主な祭り
- 城山さくら祭り：4月初旬頃に開催[広報 5]。
- 吉祥寺藤まつり ︰例年4月下旬に開催。樹齢約160年の野田藤は市の保存樹に指定。
- 黒崎祇園山笠︰県指定無形民俗文化財。7月第3～4週目の中で4日間開催される。
- 木屋瀬盆踊り︰県指定無形民俗文化財。8月13～15日、木屋瀬地区にて開催される。
- 野面の盆踊り︰市指定無形民俗文化財）。8月13日、14日に野面（のぶ）地区にて開催される。

※正確な開催時期や場所、またその他の祭りやイベントについては、下記ページ（北九州市役所）や公式サイトなどを参照されたい。
- 2019年度イベントカレンダー（北九州市八幡西区）
- 北九州市八幡西区 春のイベント
- 北九州市八幡西区 夏のイベント
- 北九州市八幡西区 秋のイベント
- 北九州市八幡西区 冬のイベント

## 交通

### バス
- 北九州市交通局
  - 国道3号より北側である本城・折尾・浅川地区が営業エリアである。北九州市内では若松区の次に路線が多い。かつては折尾駅北口に市営バス最大のターミナルがあったが、現在は折尾地区整備事業に伴い折尾駅高架下に移設され、西口バス停も統合された[5]。区内に向田営業所を持つ。
- 西鉄バス北九州
  - 国道3号より南側であるすべての地区が営業エリアである。黒崎駅にバスターミナル・西鉄黒崎バスセンターがある。区内に八幡営業所、香月営業所を持つ。
- 西鉄バス筑豊
  - 黒崎駅と直方市を結ぶ直方急行線のみを運行している。区内に営業所はない。
- おでかけ交通
  - 地元住民による運営委員会が運営。区南部（木屋瀬・楠橋・星ヶ丘地区）の西鉄バス路線が廃止された区域で運行。

### 鉄道
- 九州旅客鉄道（JR九州）
  - 鹿児島本線：黒崎駅 - 陣原駅 - 折尾駅
  - 筑豊本線（若松線）：本城駅 - 折尾駅
- 筑豊電気鉄道
  - 筑豊電気鉄道線：黒崎駅前駅 - 西黒崎駅 - 熊西駅 - 萩原駅 - 穴生駅 - 森下駅 - 今池駅 - 永犬丸駅 - 三ヶ森駅 - 西山駅 - (中間市) - 筑豊香月駅 - 楠橋駅 - 新木屋瀬駅 - 木屋瀬駅

なお、駅はないが、山陽新幹線（JR西日本）の路線が区南部を通っており、北九州トンネルの西端も区内にある。

#### かつて存在した路線
- 西日本鉄道
  - 北九州本線（2000年全線廃止）
    - 桃園停留場 - 陣山停留場 - 紅梅停留場 - 藤田停留場 - 黒崎駅前停留場 - 黒崎車庫前停留場 - 西黒崎停留場 - 熊西停留場 - 皇后崎停留場 - 陣の原停留場 - 折尾東口停留場 - 折尾停留場
- 日本国有鉄道
  - 香月線（1985年4月1日廃止）：香月駅

### 道路
- 九州自動車道 - 八幡IC
- 北九州高速4号線 - 黒崎IC(通称：引野IC、引野口)、小嶺IC、千代ニュータウンバス停、馬場山IC、金剛IC、八幡IC
- 国道3号
  - 黒崎バイパス - 黒崎北ランプ、黒崎西ランプ（事業中）、皇后崎ランプ、陣原ランプ
- 国道199号
- 国道200号
- 国道211号

## 健康・医療

### 平均年齢
少子高齢化の進む北九州市の平均に比べ、年少者人口比は高く、高齢者人口比および平均年齢は低い。市内7区の中では、年少者人口比の高さ、および高齢者人口比と平均年齢の低さはいずれも2位である（1位は小倉南区）。国の平均と比べても同様だが、福岡県の平均と比べると年少者人口比以外はやや高い水準にある。
- 平均年齢：45.0歳（市46.1歳　県44.5歳　国45.0歳） 
  - 年少者人口比：14.0%（市12.9%　県13.6%　国13.2%）
  - 高齢者人口比：23.8%（市25.1%　県22.3%　国23.0%）

数値はいずれも2010年（平成22年）国勢調査統計に基づく。

### 主な医療機関
- JCHO九州病院（旧九州厚生年金病院）
- 産業医科大学病院

## 教育機関

### 大学・短期大学
- 産業医科大学
- 九州共立大学
- 九州女子大学、九州女子短期大学
- 折尾愛真短期大学

### 高等学校
県立
- 東筑高等学校
- 北筑高等学校
- 八幡南高等学校
- 八幡中央高等学校
- 八幡工業高等学校
- 折尾高等学校

私立
- 自由ケ丘高等学校
- 星琳高等学校
- 折尾愛真高等学校※中高併設
- 仰星学園高等学校

### 中学校
| - 北九州市立浅川中学校 - 北九州市立穴生中学校 - 北九州市立永犬丸中学校 - 北九州市立沖田中学校 | - 北九州市立折尾中学校 - 北九州市立香月中学校 - 北九州市立熊西中学校 - 北九州市立黒崎中学校 | - 北九州市立上津役中学校 - 北九州市立木屋瀬中学校 - 北九州市立千代中学校 - 北九州市立則松中学校 | - 北九州市立引野中学校 - 北九州市立本城中学校 - 北九州市立八児中学校 - 折尾愛真中学校※中高併設 |

### 小学校
| - 北九州市立青山小学校 - 北九州市立赤坂小学校 - 北九州市立浅川小学校 - 北九州市立穴生小学校 - 北九州市立池田小学校 - 北九州市立医生丘小学校 - 北九州市立永犬丸小学校 - 北九州市立永犬丸西小学校 - 北九州市立大原小学校 | - 北九州市立折尾西小学校 - 北九州市立折尾東小学校 - 北九州市立香月小学校 - 北九州市立楠橋小学校 - 北九州市立熊西小学校 - 北九州市立黒畑小学校 - 北九州市立黒崎小学校※廃校 - 北九州市立黒崎中央小学校 - 北九州市立上津役小学校 - 北九州市立木屋瀬小学校 | - 北九州市立陣山小学校※廃校 - 北九州市立竹末小学校 - 北九州市立千代小学校 - 北九州市立筒井小学校 - 北九州市立塔野小学校 - 北九州市立中尾小学校 - 北九州市立鳴水小学校 - 北九州市立則松小学校 - 北九州市立萩原小学校 | - 北九州市立引野小学校 - 北九州市立星ケ丘小学校 - 北九州市立本城小学校 - 北九州市立光貞小学校 - 北九州市立八児小学校 - 北九州市立八枝小学校 |

### 各種学校
- 九州朝鮮中高級学校
- 北九州朝鮮初級学校

### 特別支援学校
- 北九州市立八幡特別支援学校
- 北九州市立八幡西特別支援学校

### 幼稚園
市立
- 北九州市立黒崎幼稚園※廃園
- 北九州市立鷹の巣幼稚園※廃園

私立
- 愛眞幼稚園
- 青山幼稚園
- あかね幼稚園
- 浅川幼稚園
- 穴生幼稚園
- 九州女子大学付属折尾幼稚園
- 九州女子大学付属自由ヶ丘幼稚園
- 楠橋幼稚園
- 上津役幼稚園
- こじか幼稚園
- こみね幼稚園

- こみね星ケ丘幼稚園
- 済世第二幼稚園
- 下上津役幼稚園
- 聖ヨゼフ幼稚園
- 第二文化幼稚園
- 成松幼稚園

- 本城西幼稚園
- 本城東幼稚園
- 光貞幼稚園
- 緑ヶ丘幼稚園
- 緑ヶ丘第二幼稚園
- 八幡みなみ幼稚園

## 公共施設

### 文化施設・図書館
- 黒崎ひびしんホール
- 八幡西図書館
- 八幡西生涯学習センター
- 八幡西生涯学習センター折尾分館・折尾こどもと母のとしょかん
- 八幡南こどもと母のとしょかん

### 市民センター（旧市民福祉センター・公民館）
| - 青山市民センター - 赤坂市民センター - 浅川市民センター - 穴生市民センター - 池田市民センター - 医生丘市民センター - 永犬丸市民センター - 永犬丸西市民センター - 大原市民センター - 折尾西市民センター - 折尾東市民センター - 香月市民センター - 楠橋市民センター - 熊西市民センター | - 黒畑市民センター - 黒崎市民センター - 上津役市民センター - 木屋瀬市民センター - 陣原市民センター - 陣山市民センター - 竹末市民センター | - 千代市民センター - 筒井市民センター - 塔野市民センター - 中尾市民センター - 鳴水市民センター - 則松市民センター - 引野市民センター | - 星ケ丘市民センター - 本城市民センター - 光貞市民センター - 八児市民センター - 八枝市民センター |

### 子育て支援施設
- 北九州市立子どもの館

### スポーツ施設
- 本城陸上競技場・野球場・運動場

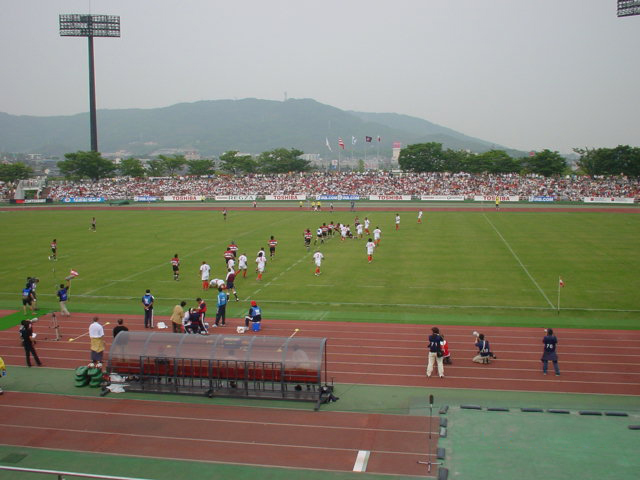
本城でラグビー試合

  - 陸上競技場は、2016年までJリーグ・ギラヴァンツ北九州のホームスタジアムだった
- 的場池野球場・体育館・弓道場
- 城山野球場・体育館・庭球場
- 折尾スポーツセンター・屋内プール
- 大池ソフトボール場・市民プール
- 香月スポーツセンター・柔剣道場
- 北九州穴生ドーム
- 黒崎体育館
- 城山緑地庭球場
- 香月中央庭球場
- 岡田球場（ソフトボール場）
- 八幡西柔剣道場
- 折尾市民プール
- 沖田市民プール
- 木屋瀬市民プール
- 上津役市民プール
- 畑キャンプセンター

## 福祉施設

### 児童福祉施設
保育所
| - 穴生保育所 - 折尾保育所 - 黒崎保育所 - 萩原保育所 - 折尾丸山保育所 - 陣山乳児保育所 - 陣原保育所 | - 永犬丸保育所 - 東筑保育所 - 楠橋保育所 - うさぎ保育所 - 旭ケ丘保育所 - マリア保育園 - 幸神保育園 | - さかえ保育園 - 熊西保育園 - 塔野保育園 - 藤田保育園 - 光保育園 - 済美保育園 - 別所保育園 | - 則松保育園 - 本城西保育園 - 浅川保育園 - 若竹保育園 - 池田保育園 - 杉の子保育園 - 木屋瀬保育園 | - 岩崎保育園 - 聖愛保育園 - 引野保育園 - 鳴水保育園 - 栄美保育園 - いちご保育園 |

#### 児童養護施設
- 双葉学園みのり
- 聖小崎ホーム

### 高齢者福祉施設
養護老人ホーム
- 聖ヨゼフの園
- 香月老人ホーム

介護老人福祉施設（特別養護老人ホーム）
- 第二善興園
- 倫尚園・在宅介護支援センター
- 松信園
- サングリーンホーム・在宅介護支援センター
- サンライズ北九州
- もみじ苑
- 聖ヨゼフの園
- 出会い茶屋原

ケアハウス
- ケアハウスあいおい
- （もみじ苑）

介護老人保健施設
- サンフラワーズ北九州
- ナーシングセンター八幡
- 翡翠苑
- サングレース
- しんわ苑
- ひまわり
- 宗寿苑

### 障害者福祉施設
- 西部障害者福祉会館　
  - 点字図書館
  - ビデオライブラリー
  - おもちゃライブラリー
- 北九州市立総合療育センター西部分所
- 八幡西障害者地域活動センター
- 重度身体障害者授産施設
  - 北九州第二あゆみの里作業所
- 重度身体障害者授産施設
  - 北九州フレンド

- 知的障害者福祉工場
  - 本城リサイクル工房
- 児童発達支援センター
  - 引野ひまわり学園
- 知的障害者授産施設
  - 八千代工芸舎
  - あざみ園

## 霊園・斎場
- 北九州市立西部斎場
西部地域を担当する火葬場。入口に城山霊園（墓場）がある東部斎場とは異なり、洞海湾の埋立地上にあり、周囲を木々に囲まれている。
- 十三塚霊園・納骨堂
- 浅川霊園
- 本城霊園

## 経済

### 区内に本社を置く主な企業
- かば田食品
- 北九州日産モーター
- 北九州農業協同組合
- 黒崎播磨
- 三洋ペイント
- ジーイーエヌ
- 大英産業
- 高田工業所
- デンソー九州
- 東筑軒
- ネッツトヨタ北九州
- 三井ハイテック
- 安川電機
- YE DIGITAL

### 区内に事業所を置く主な企業

#### 工業
- DNPプレシジョンデバイス黒崎工場
- 三菱ケミカル黒崎事業所
- 三菱ケミカルエンジニアリング九州支社
- 三菱ケミカル物流九州支社
- 三菱マテリアル九州工場（黒崎地区）

#### 商業
- コストコ（コストコホールセール 北九州倉庫店）
- サンリブ（サンリブ折尾、三ヶ森、木屋瀬ほか）
- 積文館書店（クエスト 黒崎井筒屋店）※閉店
- 太陽家具百貨店（北九州西店（旧井筒屋本城店跡地））※2018年閉店
- ドン・キホーテ（黒崎店　フレスポ黒崎内）
- ナフコ（折尾店、上津役店、星ヶ丘店、馬場山店）
- ニトリ（八幡西店　フレスポ黒崎内）
- ミスターマックス（ハイパーモール メルクス本城、MrMax八幡西ショッピングセンター）
- ヤマダデンキ（テックランド八幡西店、家電住まいる館YAMADA北九州八幡店、ベスト電器八幡西店）
- ロイヤルホールディングス（ロイヤルホスト本城店、ロイヤルホスト小嶺店）：ファミリーレストラン「ロイヤルホスト」1号店が区内青山にあったが、「カウボーイ家族」に業態転換した後に閉店。現在は前記2店舗が営業している。
- イオンタウン黒崎

#### ホテル
- コンフォートホテル黒崎
- 西鉄イン黒崎
- ホテルマネージメントインターナショナル（ホテルクラウンパレス北九州（旧・北九州プリンスホテル）、ホテルパールシティ黒崎）

## 通信・メディア

### 郵便
郵便局
- 八幡西郵便局（集配局）
- 八幡南郵便局（集配局）

- 八幡紅梅一郵便局
- 八幡紅梅四郵便局
- 八幡熊西郵便局
- 八幡熊手郵便局
- 八幡相生郵便局
- 八幡穴生郵便局
- 八幡鳴水郵便局

- 八幡幸神郵便局
- 八幡萩原郵便局
- 八幡上津役郵便局
- 八幡大原郵便局
- 八幡沖田郵便局
- 折尾中央団地郵便局
- 折尾西本城郵便局

- 折尾本城郵便局
- 折尾丸尾町郵便局
- 八幡則松郵便局
- 八幡三ヶ森郵便局
- 八幡永犬丸郵便局
- 折尾日吉台郵便局
- 折尾浅川郵便局

- 香月郵便局
- 八幡小嶺郵便局
- 馬場山郵便局
- 八幡茶屋の原団地郵便局
- 木屋瀬郵便局

簡易郵便局
- 塔野簡易郵便局

- 楠橋黒川簡易郵便局

### 電話
以下に示す市外・市内局番は総務省の 公開情報 による。近年、通信自由化で従来のパターンが通用しなくなっている。
西日本電信電話
- 八幡黒崎…(093)621、622、631、632、64x (x=1-7)
- 折尾3号…(093)60x (x=1-3)、69x (x=1-5)
- 八幡上津役…(093)61x (x=1-9)

以下、エリア分類不明。八幡西区内にも、以下のパターンに該当する電話番号の一部が存在する。
- NTT西日本（ひかり電話）…(093)432、436、453、476、477、482、483
- NTTコミュニケーションズ…(093)330
- NTTドコモ…(093)395
- 九州通信ネットワーク…(093)98x (x=0-2)
- KDDI…(093)55x (x=3-8)、776、777
- ソフトバンク…(093)28x (x=0,4-9)、588、888、889
- ジェイコム北九州…(093)23x (x=1-6)
- UCOM…(093)600
- テクノロジーネットワークス…(093)230
- 楽天コミュニケーションズ…(093)238

なお参考までに、西日本電信電話における一般的な割り当てルールは以下の通り。
- 2xy…中間市・遠賀郡
- 3xy…門司区
- 5xy…小倉北区
- 7xy…若松区
- 8xy…戸畑区

携帯電話については、NTTドコモ、au by KDDI、SoftBankとも区内ほとんどの地域で利用可能となっているが、市境に接する山間部などで繋がらない地域がある。世代交代が進められていることもあり、3G（第三世代）以降のサービスのみについてエリア拡大のため基地局整備等が進められている。

### 新聞
八幡西区内には、地元の西日本新聞社が熊西地区に「北九州西支局」を、千代ケ崎に「折尾支局」を、それぞれ設けている。他の新聞社は、小倉北区の拠点が直接取材。

### 放送
テレビの電波直接受信については、皿倉山の八幡テレビ・FM放送所から出される電波を受けることを基本とするが、山陰に入り電波が届かない地域をカバーするために、鳴水中継局が設けられている。が、地上デジタルテレビジョン放送に於いては、八幡放送所からの電波で十分カバーできるとされたため、鳴水中継局はアナログ放送終了とともに廃止。
- 黒崎地区など区中心部は、小倉北区よりも皿倉山に近いため、ビル陰とならない限りは電波が強力な状態にある。

ラジオについてはFMは八幡送信所からの放送を、AMについては響放送所からの電波を、それぞれ受信する。但し、AMについては、他市町と接する周辺地域では送信所からの距離がやや離れていることもあり、高周波の2局が、季節や時間帯によっては他局からの混信障害を受ける。

## 出身有名人
- 伊馬春部 - 作家・劇作家。日本初のテレビドラマ『夕餉前』の脚本を担当。鞍手郡木屋瀬村（現：北九州市八幡西区木屋瀬）生まれ。
- 井上達木 - ラグビー選手。7人制日本代表。
- 今永昇太 - プロ野球選手。シカゴ・カブス(メジャーリーグ)投手。
- 岩崎吉一 - 美術評論家。
- 大内義昭 - 音楽プロデューサー。
- 大野徹也 - オペラ歌手・テノール。
- 尾仲祐哉 - プロ野球選手。東京ヤクルトスワローズ投手。
- 鬼橋美智子 - ラジオパーソナリティ・ローカルタレント。
- 小野泰己 - プロ野球選手。オリックス・バファローズ投手。
- 川原和久 - 俳優、声優。
- 岸川聖也 - 北京オリンピック男子卓球日本代表。
- 桜井誠 - 日本第一党党首。
- 重松亜紀 - フリーアナウンサー。
- 杉山直宏 - プロサッカー選手。
- 鈴木浩介 - 俳優。
- 孫正義 - ソフトバンクの創業者。幼少期から中学生途中までを八幡西区で過ごす。
- 高城亜樹 - 女優・タレント。元JKT48チームJ・AKB48チームBメンバー。埼玉県生まれで八幡西区で育つ。のちに東京都へ。
- 高倉健 - 俳優。中間市生まれだが、八幡西区（当時八幡市）香月で育つ。
- 永井謙佑 - プロサッカー選手。広島県福山市で生まれブラジル生活の後、八幡西区で過ごす。
- 中田賢一 - 元プロ野球選手。
- 西山貴浩 - ボートレーサー
- 萩岩睦美 - 漫画家。
- 萩尾みどり - 女優。
- 濱田太貴 - プロ野球選手。東京ヤクルトスワローズ外野手。
- 平野啓一郎 - 第120回芥川賞（1998年）受賞作家。生まれは愛知県蒲郡市だが、2歳の時に転居、高校卒業までを過ごす。
- 藤井一子 - 元歌手・元女優。
- 藤原樹 - THE RAMPAGE from EXILE TRIBEのメンバー、ダンサー。
- 松尾スズキ - 俳優。
- 光石研 - 俳優。
- 箕内拓郎 - ラグビー日本代表主将。
- 山口美由紀 - 漫画家。
- 上野遥 - HKT48のメンバー。